# Dipodomys heermanni
Dipodomys heermanni är en däggdjursart som beskrevs av LeConte 1853. Dipodomys heermanni ingår i släktet känguruspringmöss och familjen påsmöss. IUCN kategoriserar arten globalt som livskraftig.

## Utseende
Arten blir 25 till 31 cm lång (huvud och bål), har en cirka 18 cm lång svans och väger 60 till 90 g. Honor är mindre än hannar. Liksom hos andra släktmedlemmar är de bakre extremiteterna stora och de främre korta. Pälsfärgen på ovansidan är liksom hos en rådjursunge brun med rosa skugga till ljusbrun. En ljusare längsgående linje sträcker sig över ryggens mitt. Ytterligare ljusa strimmor kan finnas på låren. Djuret har bredare bakfötter och ett bredare ansikte än flera andra kängururåttor. Svansen kännetecknas av en tofs vid slutet. Vid axlarna förekommer en körtel men dess syfte är inte känt. Dipodomys heermanni har i varje käkhalva en framtand, ingen hörntand, en premolar och tre molarer.

## Utbredning
Denna gnagare förekommer i centrala Kalifornien (USA). Den lever i torra gräsmarker eller i andra torra landskap med glest fördelad växtlighet.

## Ekologi
Individerna gräver underjordiska tunnelsystem och vilar där under dagen. De är nattaktiva och äter frön, gröna växtdelar samt några insekter. I januari och februari stannar de vanligen i boet. De syns sällan på markytan när det regnar, vid dimma eller vid klart månsken. Även under årets varmaste månader blir arten slö. Ibland övertar Dipodomys heermanni boet från en jordekorre och bygger vidare.
Fortplantningen sker mellan februari och oktober och honor kan ha flera kullar under tiden. Dräktigheten varar 30 till 32 dagar och sedan föds två till fem ungar. Ungarna lämnar boet efter 4 till 6 veckor för första gången. Ungar av honkön som föds under våren kan ha egna kullar under samma år.
När honan inte är brunstig lever varje exemplar ensam. Individer i fångenskap som placerades i samma bur var aggressiva mot varandra.

## Underarter
Arten delas in i följande underarter:
- D. h. heermanni
- D. h. morroensis

Wilson & Reeder (2005) skiljer mellan 9 underarter.